# Resolução 100 do Conselho de Segurança das Nações Unidas
Resolução 100 do Conselho de Segurança das Nações Unidas, foi aprovada em 27 de outubro de 1953, depois de receber um relatório do Chefe de Gabinete da Organização de Supervisão de Trégua das Nações Unidas na Palestina o Conselho considerou desejável que o trabalho na zona desmilitarizada deve ser suspenso. O Conselho disse ainda que depende do Chefe de Gabinete da Organização de Supervisão de Trégua a informar sobre o cumprimento do referido compromisso.
Foi aprovada por unanimidade.